# Traubia egregia
Traubia egregia är en loppart som beskrevs av Smit 1953. Traubia egregia ingår i släktet Traubia och familjen Stivaliidae. Inga underarter finns listade i Catalogue of Life.